# Dream High 2
Dream High 2 (tiếng Hàn Quốc: 드림하이 2; tiếng Việt: Bay cao ước mơ 2) là bộ phim truyền hình Hàn Quốc, được phát sóng trên đài KBS trong năm 2012. Dàn diễn viên của phim bao gồm Kang Sora, JB (GOT7), Jeong Jin-woon, Ji-yeon, Hyorin, Ailee và Park Seo-joon. Bộ phim có 16 tập, được phát sóng từ ngày 30 tháng 1 năm 2012 đến ngày 20 tháng 3 năm 2012 cùng năm.

## Diễn viên

### Diễn viên chính
- Kang So-ra vai Shin Hae-sung
- JB (GOT7) vai JB/Jang Woo-jae
- Jin-woon vai Jin Yoo-jin
- Jiyeon vai Ryan/Lee Ji-kyung
- Hyorin vai Nana/Kim Jae-hee
- Park Seo-joon vai Shi-woo

### Diễn viên phụ
Học sinh Kirin
- Ailee vai Ailee
- Jinyoung (Jr.) (GOT7) vai Jung Eui-bong
- Yoo So-young vai Park Soon-dong
- Kim Ji-soo vai Park Hong-joo
- Jung Yeon-joo vai Lee Seul

Giáo viên Kirin
- Park Jin-young vai Yang Jin-man (English teacher)
- Kwon Hae-hyo vai Joo Jung-wan (Principal)
- Kim Jung-tae vai Lee Kang-chul (President)
- Choi Yeo-jin vai Ahn Tae-yeon (Vocal teacher)
- Park Kahi vai Hyun Ji-soo (Dance teacher)

Một số diễn viên khác
- Yoon Hee-seok vai Shin Jae-in
- Hwang Mi-sun vai mẹ Ryan
- Jung Kyu-soo vai bố Hae-sung
- Noh Jung-eui vai Shin Hae-bong (em gái Hae-sung)

Khách mời
- Kim Soo-hyun vai Song Sam-dong (tập 1)
- IU vai Kim Pil-sook (tập 1)
- Toxic (tập 1)
- MYNAME (tập 2)
- Boyfriend (tập 2)
- Psy (tập 5)
- Yeeun (tập 9)
- MissA (tập 15)
- Mark (Got7) (tập 1)
- Young K (Day6) (tập 1)
- Park Jin-young (tập 16)
- Nayeon (TWICE) (tập 2)

## Nhạc trong phim
1. Falling - Park Jin-young
2. You are My Star - Suzy
3. Hello To Myself - Park Ye Eun
4. Superstar - Hyorin, Aliee & Ji Yeon (HershE)
5. 아픈 희망 (Painful Hope) - Lee Ki Chan
6. B급 인생 (We are the B) - Jin-woon, Kang So Ra, Jr., Kim Ji Soo, Jung Yeon-joo
7. Together - JB & Ji Yeon
8. 하루하루 (Day after Day) - Ji Yeon
9. Sunflower - Kim Ji Soo
10. New Dreaming - JB & Park Seo-joon